# لوكاس ألبرشت
لوكاس ألبرشت (بالألمانية: Lucas Albrecht)‏ (9 يناير 1991 بنويبراندنبورغ في ألمانيا - ) هو لاعب كرة قدم ألماني في مركز الهجوم. لعب مع هانزا روستوك وTSG Neustrelitz ‏ وSV Babelsberg 03 ‏.

## وصلات خارجية
- لوكاس ألبرشت على موقع قاعدة بيانات كرة القدم.إي يو (الإنجليزية)
- لوكاس ألبرشت على موقع بيانات كرة القدم. دي إي (الألمانية)
- لوكاس ألبرشت على موقع Soccerway.com (الإنجليزية)
- لوكاس ألبرشت على موقع عالم كرة القدم.نت (الإنجليزية)